# Alfredo Ferrari

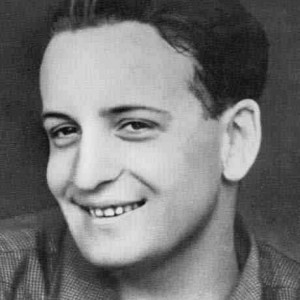
Alfredo Ferrari

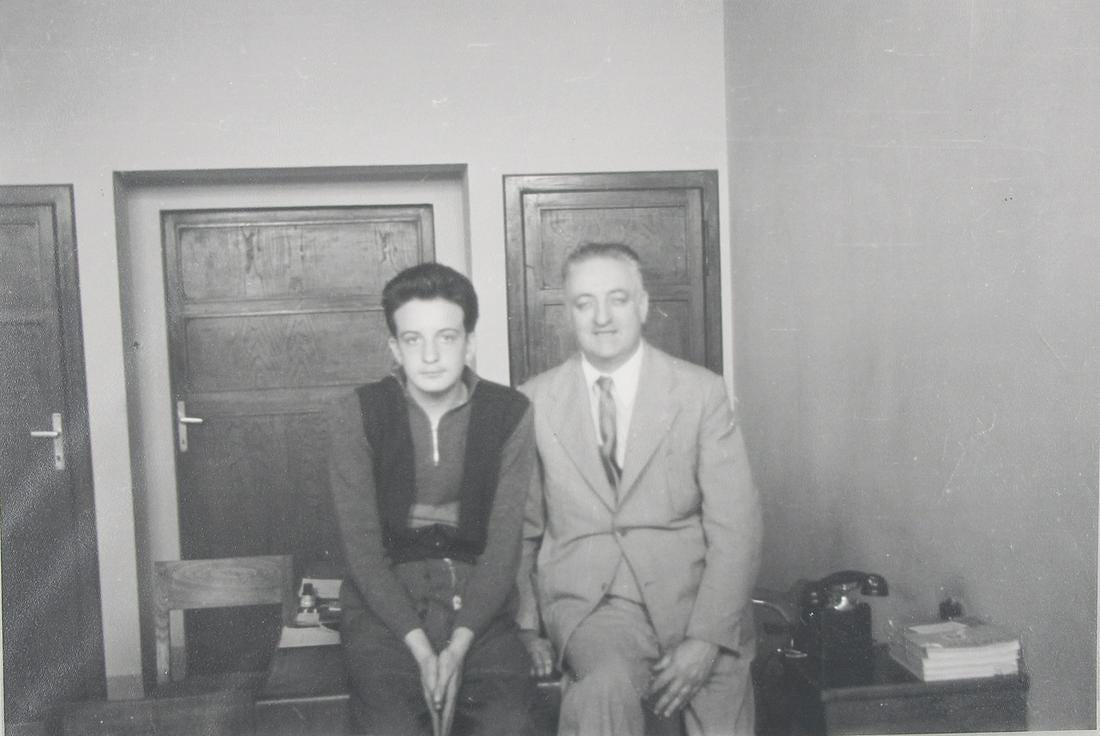
1947 mit Vater Enzo

Alfredo „Dino“ Ferrari (* 26. März 1932 in Carpi; † 30. Juni 1956 in Mailand) war ein italienischer Ingenieur.

## Familie
Alfredo Ferrari war der Sohn von Enzo Ferrari und dessen Ehefrau Laura Garello. Enzo Ferrari benannte Alfredo nach seinem Großvater. Der Spitzname „Dino“ ergab sich aus der Koseform „Alfredino“ seines Namens.

## Karriere
Enzo Ferrari strebte seit der frühesten Kindheit Alfredos an, ihn als seinen Nachfolger im Unternehmen Ferrari und der Rennabteilung aufzubauen. Daher besuchte Alfredo die besten Schulen Europas und studierte Ingenieurwissenschaften in der Schweiz. „Dino“ regte im Jahr 1955 gegenüber seinem Vater und dem Chefingenieur Vittorio Jano die Entwicklung eines 1,5-l-DOHC-V6-Motors für die Formel-2-Rennserie an. Jano, der vorher bei Alfa Romeo und Lancia beschäftigt war, drängte auf einen konventionellen 60°-V6, die Ferraris waren jedoch auch für unkonventionellere Wege offen. So entstand der einzige 65°-V6-Motor der Welt. Die Konstrukteure von Ferrari nahmen die Arbeit an dem ersten Dino-V6-Motor im Jahr 1956 auf. Alfredo Ferrari selbst erlebte die Vollendung seiner Idee Ende des Jahres 1956 jedoch nicht mehr, er starb am 30. Juni 1956 an Muskeldystrophie. Der von ihm mitentwickelte 1,5-l-Motor wurde zunächst in den Ferrari Dino 156F2 eingebaut und erzielte beim Gran Premio di Napoli im April 1957 mit Luigi Musso am Steuer den dritten Platz hinter zwei Lancia-Ferrari-D50-Formel-1-Fahrzeugen der Scuderia Ferrari.
Die Rennstrecke von Imola, das Autodromo Enzo e Dino Ferrari, auf dem unter anderem von 1981 bis 2006 der Große Preis von San Marino ausgetragen wurde, wurde ursprünglich allein zu Ehren von „Dino“ benannt, nach dem Tod seines Vaters Enzo im Jahr 1988 wurde auch dessen Name hinzugefügt. Auch die Baureihe Ferrari Dino wurde nach ihm benannt.

## Centro Dino Ferrari
Das Centro Dino Ferrari für die Diagnose und Therapie von neuromuskulären und neurodegenerativen Muskelerkrankungen der Universität Mailand in der Abteilung der Neurowissenschaften wurde 1978 von Professor Guglielmo Scarlato gegründet. Das Institut wird international für seine Aktivitäten im Bereich der Forschung und Diagnose auf dem Gebiet der Muskel- und neurodegenerativen Erkrankungen anerkannt und wurde 1984 nach dem an Muskeldystrophie verstorbenen „Dino“ Ferrari benannt.